# Capacete F1

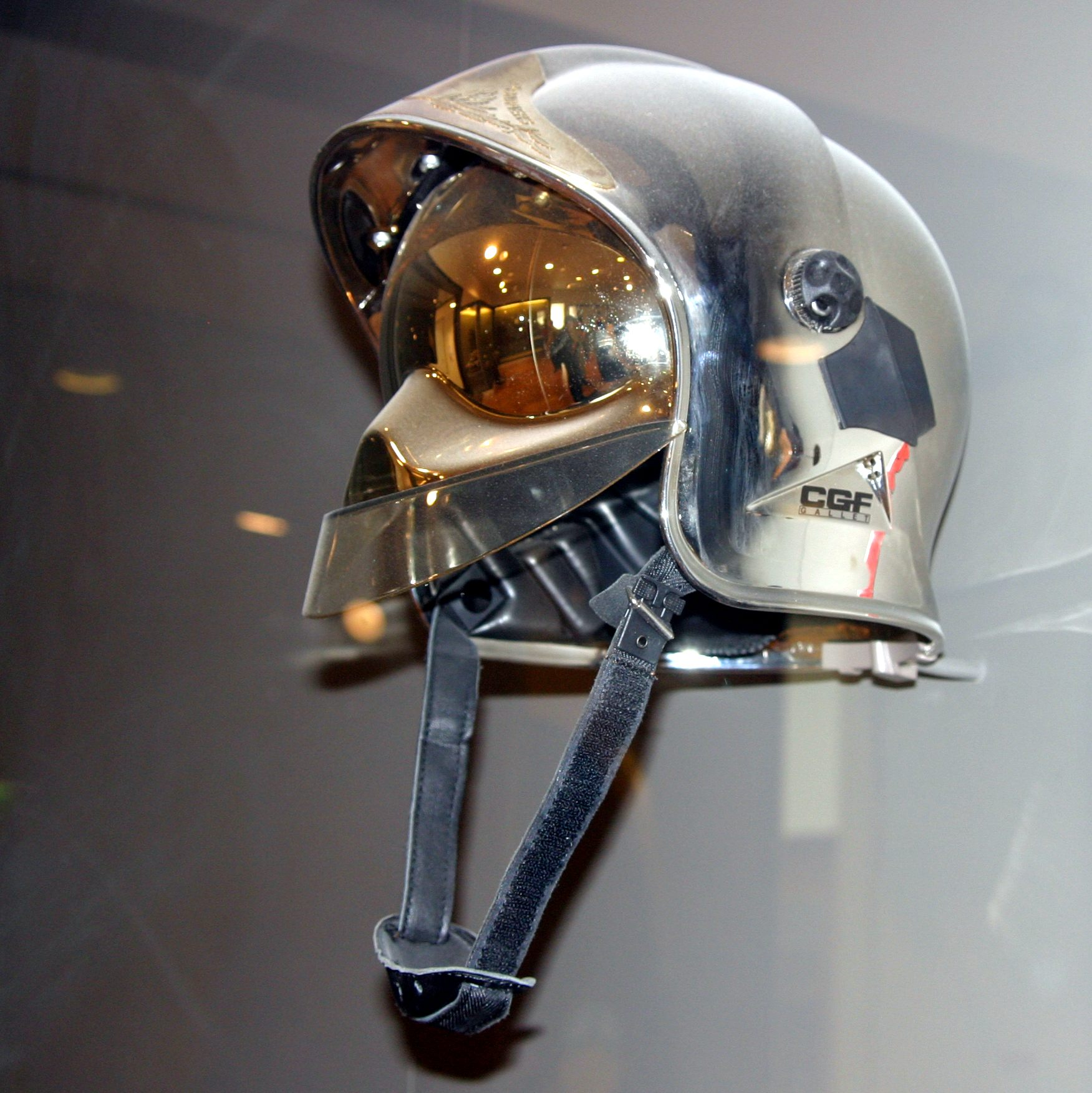
Capacete F1, com protetor facial.

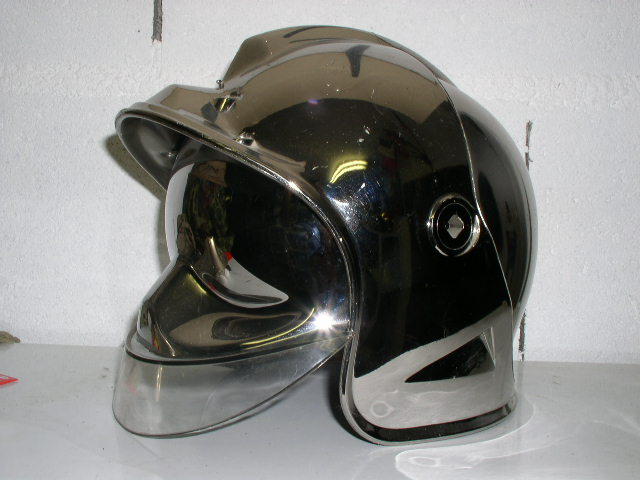
Protótipo de capacete F1 usado para testes.

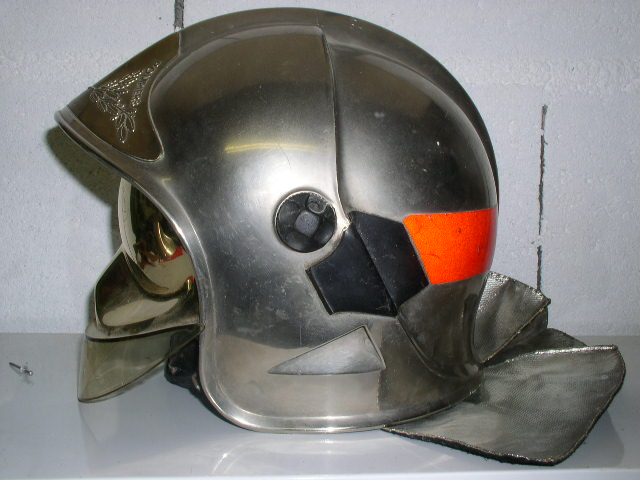
Capacete F1 de níquel com aba.

O capacete F1 é um capacete de bombeiro de origem francesa. É um dos capacetes mais usados pelos bombeiros no mundo.[carece de fontes?] Ele garante a sua proteção durante as intervenções e em particular no combate a incêndios.

## História
No final da década de 1970, a brigada de sapadores-bombeiros de Paris (em francês: brigade de sapeurs-pompiers de Paris, BSPP), desejando substituir seus capacetes "Adrian" de aço que já não ofereciam proteção suficiente, lançou um edital de licitação de fabricantes para financiar o estudo de um novo capacete. A CGF Gallet (que mais tarde se tornou MSA Gallet e atualmente MSA Sûreté) é responsável por isso. Após seis anos de estudos em colaboração com a BSPP, e 10% do seu volume de negócios investido, vemos a chegada em 1985 deste capacete com um perfil revolucionário criado pelo coronel da reserva Jacques Legendre, que desde então equipou muitos bombeiros em todo o mundo.

## Características
Consiste em um casco termoplástica, um arnês, presilhas e um protetor facial retrátil na frente do casco. Transparente ou dourado, este último oferece boa proteção contra luz e radiação. Um protetor ocular – também removível – pode fornecer proteção ocular contra estilhaços e detritos. Uma aba, opcional, mas amplamente utilizada, protege a nuca da radiação e estilhaços. Inicialmente revestido com uma camada de níquel – polêmica por suas propriedades condutoras – o capacete agora também está disponível pintado ou fotoluminescente. Dependendo do modelo, seu peso é de aproximadamente 1.750g (modelo 53 a 64cm de circunferência da cabeça).
Em outubro de 1997, a Europa introduziu o padrão EN 443. Para atender a esse novo padrão, serão necessários dois anos de estudo, levando aos novos capacetes F1, os F1S, F1E e F1XF.

## Nova versão 2013
Em outubro de 2013, a empresa MSA Gallet apresenta o novo modelo denominado F1XF. O capacete F1XF é mais leve que sua versão anterior (F1SF), na verdade para a versão M pesa apenas 1.450g. O peso varia com a adição de opções (iluminação LED, cobre-nuca, etc.).

## Países que usam o capacete F1

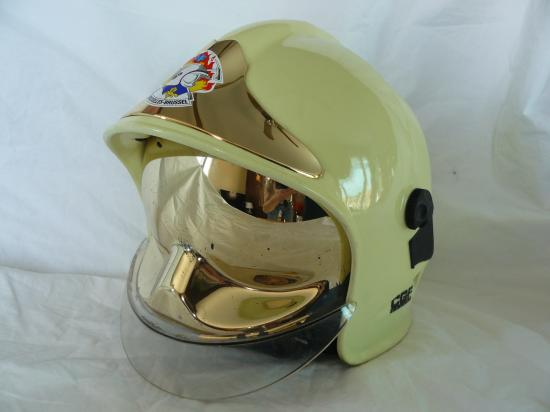
Capacete F1 belga do corpo de bombeiros de Bruxelas.

Em 2011, o F1 teve um milhão e meio de exemplares vendidos e foi exportado para mais de 80 países.
Europa
- Bélgica (anteriormente)
- Croácia
- Espanha
- França
- Luxemburgo
- Mônaco
- Reino Unido
- Suíça

América do Norte
- Estados Unidos
- Quebec